# Kingman, Arizona
Kingman je grad u američkoj saveznoj državi Arizona. Prema popisu stanovništva iz 2010. u njemu je živjelo 28,068 stanovnika.